# انگسر جانکشن (آریزونا)
انگسر جانکشن (به انگلیسی: Engesser Junction) یک منطقهٔ مسکونی در ایالات متحده آمریکا است که در آریزونا واقع شده‌است. انگسر جانکشن ۴۱۵ متر بالاتر از سطح دریا واقع شده‌است.